# نويل نيل
نويل نيل (بالإنجليزية: Noel Neill)‏ هي ممثلة أمريكية، ولدت في 25 نوفمبر 1920 في الولايات المتحدة، وتوفيت بنفس المكان في 3 يوليو 2016.

## أعمال

### أفلام
- (1978) سوبرمان[7][8]
- (2006) عودة سوبرمان[9][10][11]

## وصلات خارجية
- نويل نيل على موقع IMDb (الإنجليزية)
- نويل نيل على موقع ألو سيني (الفرنسية)
- نويل نيل على موقع أول موفي (الإنجليزية)
- نويل نيل على موقع قاعدة بيانات الأفلام السويدية (السويدية)
- نويل نيل على موقع إن إن دي بي (الإنجليزية)
- نويل نيل على موقع قاعدة بيانات الفيلم (الإنجليزية)
- نويل نيل على موقع كينوبويسك (الروسية)